# Johannes Pirckheimer
Johannes Pirckheimer (* um 1440; † 3. Mai 1501) war ein deutscher Humanist, Nürnberger Ratsherr und römisch-katholischer Franziskaner und Priester.

## Leben

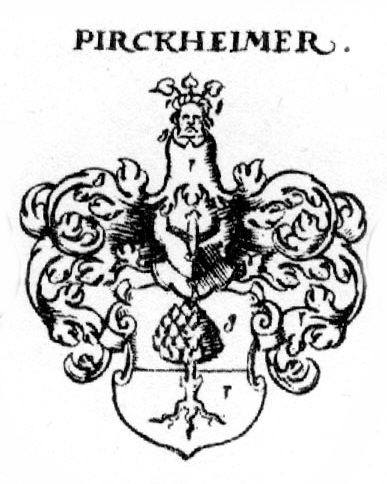
Familienwappen Pirckheimer

Pirckheimer wurde als Sohn von Hans Pirckheimer geboren und stammte aus Nürnberg. 1463 wurde er Consiliarius der deutschen Nation zu Padua. Am 2. August 1465 wurde er in Padua Doctor iuris utriusque, 1466 wurde er Sekretär des Bischofs von Eichstätt, Wilhelm von Reichenau. 1467 wurde er Konsulent der Stadt Nürnberg und 1478 Rat von Herzog Albrecht IV. von Bayern, später auch von Herzog Siegmund von Tirol. Nach dem Tod seiner Frau verbrachte er seine letzten Lebensjahre im franziskanischen Barfüßerkloster und wurde vier Jahre vor seinem Tod im Jahre 1497 zum Priester geweiht.

## Kinder
Johannes Pirckheimer hatte zusammen mit seiner Frau Barbara, einer geborenen Löffelholz, 12 Kinder. Davon erreichten ein Sohn und sieben Töchter das Erwachsenenalter. Sechs Töchter traten in das Klarissen- oder Benediktinerinnenkloster ein.
- Caritas Pirckheimer (geboren als Barbara Pirckheimer, 1467–1532), Äbtissin des Klaraklosters in Nürnberg
- Willibald Pirckheimer (1470–1530), Humanist, Ratsherr
- Clara Pirckheimer (1480–1533), Äbtissin des Klaraklosters in Nürnberg
- Sabina Pirckheimer (1481–1529), Äbtissin des Benediktinerinnenkloster Bergen (1521–1529)
- Euphemia Pirckheimer (1486–1547), Äbtissin des Benediktinerinnenkloster Bergen (1530–1547)
- Juliana Pirckheimer, verheiratete Geuderin